# Kajuit

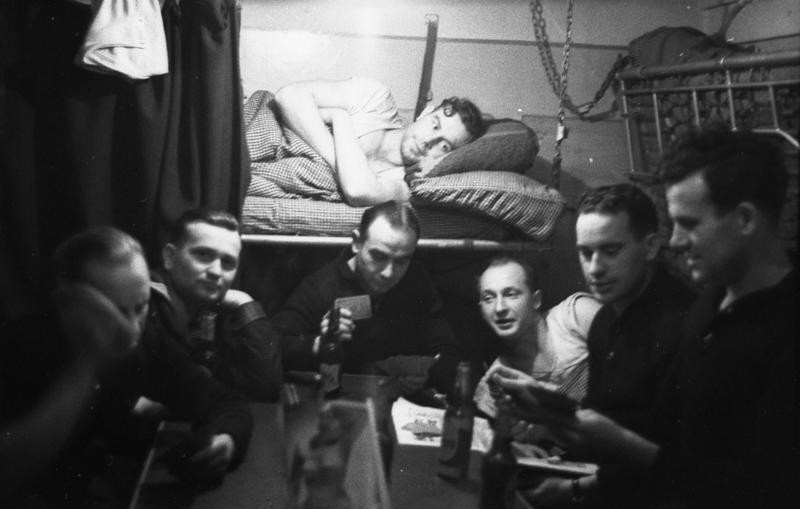
Mariniers in een kajuit

Een kajuit is de verblijfplaats voor opvarenden aan boord van een schip of boot; ze wordt ook wel hut genoemd. Oorspronkelijk werd alleen het verblijf van de kapitein een kajuit genoemd. Bij de marine is het nog steeds zo dat de term uitsluitend gebruikt wordt voor de hut van de commandant. Zelfs op walinrichtingen (kazernes) van de marine wordt het kantoor van de commandant "kajuit" genoemd. In de binnenvaart spreekt men van een roef.

## Geschiedenis
Op de vroegere zeilvaart hadden alleen de hogere officieren hun eigen kajuit. De matrozen sliepen benedendeks in hangmatten. De kapitein had de grootste kajuit, de breedte van het achterschip tot de achtermast of bezaanmast. De andere officieren hadden kleinere kajuiten aan bak- en stuurboord onder het achtercampagnedek.